# Roland Hattenberger
Roland Hattenberger (* 7. prosince 1948, Jenbach) je bývalý rakouský fotbalista, záložník. Po skončení aktivní kariéry působil jako trenér.

## Fotbalová kariéra
Začínal v týmu FC Kufstein. V rakouské bundeslize hrál za SV Vattens a FC Wacker Innsbruck, se kterým získal dva mistrovské tituly a jednou vyhrál pohár. Od roku 1972 hrál sedm sezón v Německu, nejprve tři sezóny druhou bundesligu za Fortunu Köln a další 4 sezóny bundesligu za VfB Stuttgart. Kariéru končil po návratu do Rakouska opět v FC Wacker Innsbruck a FC Kufstein. V Poháru mistrů evropských zemí nastoupil v 5 utkáních, v Poháru vítězů pohárů nastoupil v 1 utkání a v Poháru UEFA nastoupil v 19 utkáních. Za rakouskou reprezentaci nastoupil v letech 1972-1982 v 51 utkáních a dal 3 góly. Byl členem rakouské reprezentace na Mistrovství světa ve fotbale 1978, ale v utkání nenastoupil. Byl členem rakouské reprezentace na Mistrovství světa ve fotbale 1982, nastoupil ve 4 utkáních.

## Ligová bilance
| Ročník                                    | Zápasy | Góly | Klub                |
| ----------------------------------------- | ------ | ---- | ------------------- |
| Rakouská fotbalová Bundesliga 1968/1969   | 6      | 1    | SV Wattens          |
| Rakouská fotbalová Bundesliga 1969/1970   | 5      | 1    | SV Wattens          |
| Rakouská fotbalová Bundesliga 1970/1971   | 6      | 2    | SV Wattens          |
| Rakouská fotbalová Bundesliga 1971/1972   | 28     | 7    | FC Wacker Innsbruck |
| Rakouská fotbalová Bundesliga 1972/1973   | 28     | 2    | FC Wacker Innsbruck |
| Rakouská fotbalová Bundesliga 1973/1974   | 24     | 9    | FC Wacker Innsbruck |
| 2. německá fotbalová Bundesliga 1974/1975 | 34     | 3    | SC Fortuna Köln     |
| 2. německá fotbalová Bundesliga 1975/1976 | 32     | 3    | SC Fortuna Köln     |
| 2. německá fotbalová Bundesliga 1976/1977 | 33     | 5    | SC Fortuna Köln     |
| Německá fotbalová Bundesliga 1977/1978    | 18     | 1    | VfB Stuttgart       |
| Německá fotbalová Bundesliga 1978/1979    | 27     | 1    | VfB Stuttgart       |
| Německá fotbalová Bundesliga 1979/1980    | 30     | 3    | VfB Stuttgart       |
| Německá fotbalová Bundesliga 1980/1981    | 24     | 4    | VfB Stuttgart       |
| Rakouská fotbalová Bundesliga 1981/1982   | 34     | 1    | FC Wacker Innsbruck |
| Rakouská fotbalová Bundesliga 1982/1983   | 25     | 1    | FC Wacker Innsbruck |
| Rakouská fotbalová Bundesliga 1983/1984   | 26     | 6    | FC Wacker Innsbruck |
| CELKEM Německá fotbalová Bundesliga       | 99     | 9    |                     |
| CELKEM Rakouská fotbalová Bundesliga      | 180    | 27   |                     |